# Храм Посещения Пресвятой Девы Марии (Ольковичи)
Церковь Посещения Пресвятой Девы Марии (бел. Касцёл Адведзінаў Найсвяцейшай Панны Марыі) — католический храм в деревне Ольковичи, Минская область, Белоруссия. Относится к Вилейскому деканату Минско-Могилёвского архидиоцеза. Памятник архитектуры, построен в 1897—1902, освящён в 1905 году в неоготическом стиле. Храм включён в Государственный список историко-культурных ценностей Республики Беларусь. В некоторых источниках именуется Благовещенским, но правильное название — «Посещения Девы Марии».

## История

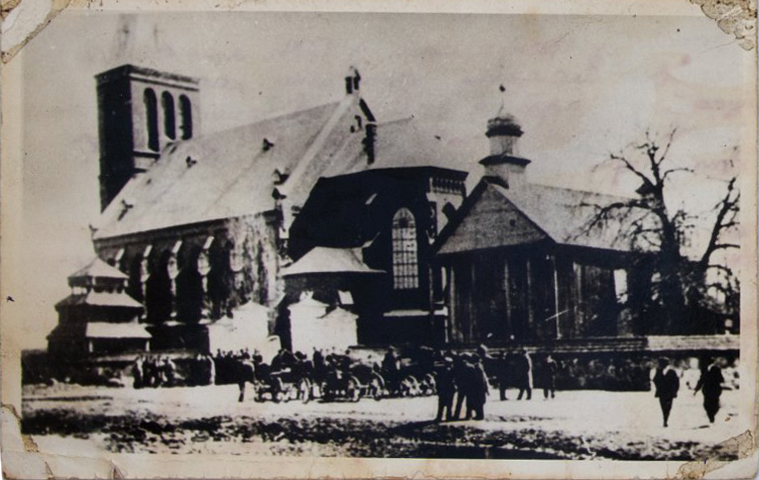
Старый деревянный и новый каменный храм на фото 1930 года

В 1699 году в Ольковичах была построена деревянная католическая часовня с образом Девы Марии. В 1722 году епископ Александр Гараин, владевший Ольковичами, построил на свои средства деревянный костёл Рождества Богородицы. В о второй половине XVIII века приход в Ольковичах получил статус самостоятельного. В этот период храм имел размеры 26х11 метров, рядом с храмом стояла отдельная двухъярусная деревянная колокольня. В 1761 году монахи из ордена кармелитов основали при церкви больницу.
В 1754 был построен новый костёл в стиле неоклассицизм с шестиколонным портиком и двухъярусной башенкой.
В 1886 году настоятелем Ольковичского прихода был ксендз Гаспер Якубовский.
В 1897—1902 годах рядом с ним шло возведение неоготического каменного храма, освящённого в 1905 году в честь Посещения Пресвятой Девы. Старый деревянный храм не сохранился.
В 1915 году настоятелем Ольковичского костела Вилейского деканата был Мечислав Петржиковский.
В 1950 году храм был закрыт, здание использовалось, как зернохранилище.
В 1969 году от грозового разряда случился пожар в результате которого была уничтожена крыша. Храм оставался заброшенным до 1989 года..
В 1989 году храм Посещения был возвращён Католической церкви, отреставрирован и ныне служит действующим католическим храмом. Его прихожанами являются не только жители маленьких Олькович, но и соседних деревень.

## Архитектура

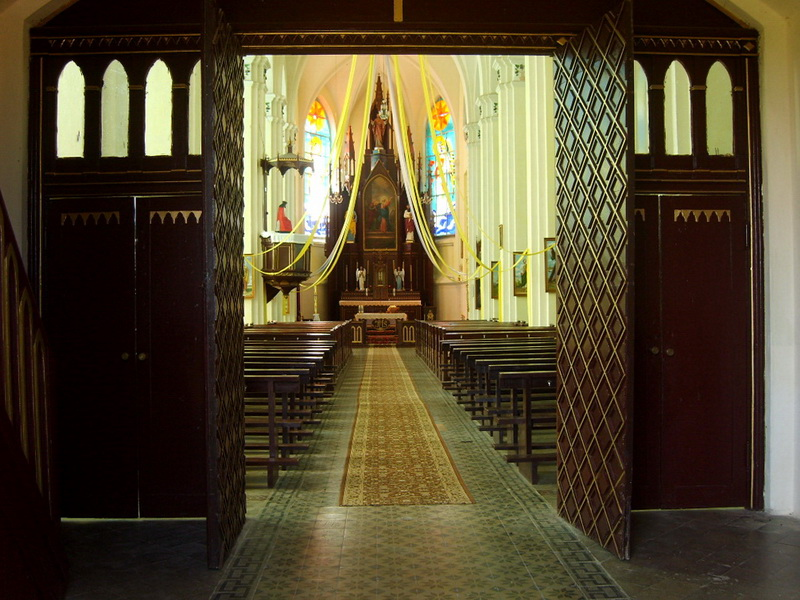
Интерьер

Храм посещения — трёхнефный, главный неф завершён высокой апсидой, к которой по бокам примыкают невысокие ризницы. Апсида и боковые фасады по углам укреплены ступенчатыми контрфорсами. Многоярусная башня расположена по центру главного фасада. Главный вход в нижнем ярусе оформлен стрельчатым порталом. Внутреннее пространство поделено на три нефа двумя пятиколонными рядами, перекрыто стрельчатыми сводами. Колонны наверху завершаются керамическими плитами с изображениями листьев и плодов винограда. Главный алтарь деревянный, украшен резьбой. Боковые окна храма имеют стрельчатую форму.